# David Moyo
David Philani Moyo (ur. 7 grudnia 1994 w Harare) – zimbabwejski piłkarz grający na pozycji napastnika. Od 2019 jest zawodnikiem klubu Hamilton Academical.

## Kariera klubowa
Swoją karierę piłkarską Moyo rozpoczął w klubie Northampton Town. W 2012 roku awansował do kadry pierwszego zespołu. 17 listopada 2012 zadebiutował w nim w League Two w wygranym 3:1 domowym meczu z Wycombe Wanderers. W sezonie 2013/2014 był wypożyczony do Stamford, a w sezonie 2014/2015 do Brackley Town. W 2015 odszedł na stałe do Brackley Town. W sezonie 2017/2018 grał w Hemel Hempstead Town, a w sezonie 2018/2019 w St Albans City.
W lipcu 2019 Moyo przeszedł do szkockiego Hamilton Academical. Swój debiut w nim w Scottish Premier League zanotował 3 sierpnia 2019 w przegranym 0:3 wyjazdowym meczu z Ross County. W sezonie 2020/2021 spadł z Hamilton Academical do Scottish Football League First Division.
| Sezon   | Klub                 | Kraj    | Rozgrywki             | Mecze | Gole |
| ------- | -------------------- | ------- | --------------------- | ----- | ---- |
| 2012/13 | Northampton Town     | Anglia  | League Two            | 5     | 0    |
| 2013/14 | Northampton Town     | Anglia  | League Two            | 6     | 0    |
| 2013/14 | Stamford             | Anglia  | Northern Premier      | 11    | 2    |
| 2014/15 | Northampton Town     | Anglia  | League Two            | 3     | 1    |
| 2014/15 | Brackley Town        | Anglia  | Conference North      | 6     | 3    |
| 2015/16 | Brackley Town        | Anglia  | National League North | 41    | 10   |
| 2016/17 | Brackley Town        | Anglia  | National League North | 38    | 6    |
| 2017/18 | Hemel Hempstead Town | Anglia  | National League South | 27    | 8    |
| 2018/19 | St Albans City       | Anglia  | National League South | 40    | 13   |
| 2019/20 | Hamilton Academical  | Szkocja | Premier League        | 20    | 2    |
| 2020/21 | Hamilton Academical  | Szkocja | Premier League        | 33    | 3    |

## Kariera reprezentacyjna
W reprezentacji Zimbabwe Moyo zadebiutował 16 listopada 2014 w przegranym 1:2 towarzyskim meczu z Marokiem, rozegranym w Agadirze. W 2022 został powołany do kadry na Puchar Narodów Afryki 2021. Na tym turnieju nie rozegrał żadnego meczu.